# جام یوفا ۰۰–۱۹۹۹
جام یوفا ۰۰–۱۹۹۹، بیست و نهمین فصل از جام یوفا، مسابقات فوتبال باشگاهی سطح دوم اروپا بود که توسط یوفا سازماندهی شد و با قهرمانی گالاتاسرای به پایان رسید.